# Baja Navarra

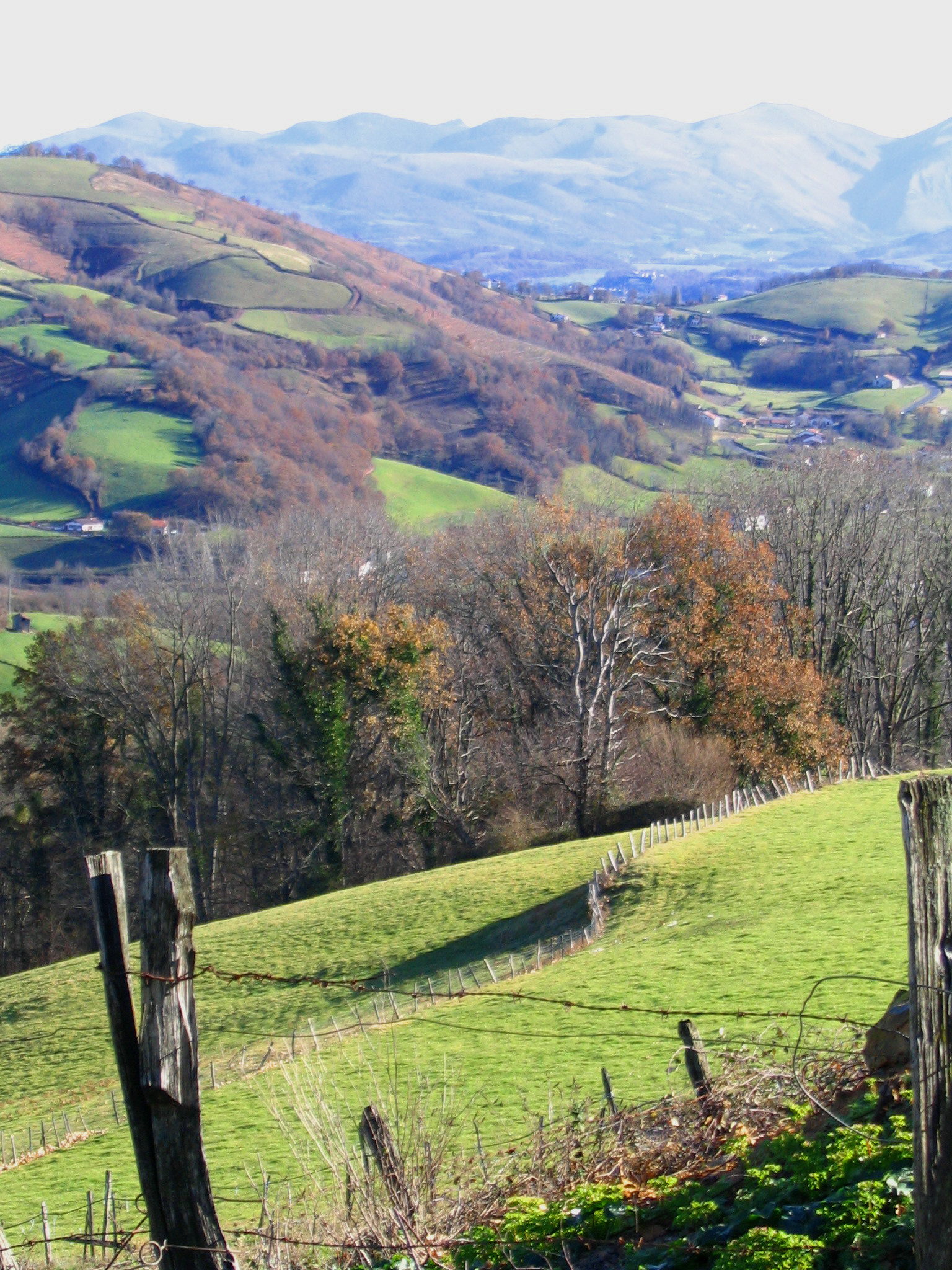
Paisaje bajonavarro: alrededores de Saint-Étienne-de-Baïgorry.

La Baja Navarra (en francés: Basse-Navarre; en euskera: Nafarroa Beherea, Baxe Nafarroa o Baxenabarre) es una región histórica situada en la vertiente septentrional de los Pirineos Occidentales. Tal denominación procede por contraposición a la Alta Navarra. Ambas, conformando lo que fue el reino de Navarra, pasaron a depender desde el siglo XVI de las coronas francesa y española, respectivamente. Actualmente es un territorio integrado dentro del departamento de los Pirineos Atlánticos, junto con los antiguos vizcondados de Labourd, Soule y Bearne. 
También conocida como Tierra de vascos o abreviado Vascos, especialmente desde el siglo XVI, es en esta época moderna cuando se usa con mayor frecuencia la denominación de Baja Navarra por influencia del francés (Basse Navarre), de forma análoga a otras provincias de Francia (por ejemplo, Alta y Baja Normandía). Ocupa una extensión de unos 1300 km².
Las 76 comunas que lo componen formaban parte del distrito de Bayona y de los cantones de Bidache (parcialmente), Hasparren (parcialmente), Iholdy, Labastida Clarenza (parcialmente), Baigorri, San Juan Pie de Puerto y Saint-Palais (parcialmente) hasta el año 2015, en que, manteniendo el distrito, pasaron a formar parte de los nuevos cantones de País de Bidache, Amikuze y Ostibarre (45 comunas), Montaña Vasca (30), Nive-Adour (1) y Orthez y Tierras de Ríos y Sal (1).

## Perspectiva política
Para la corriente del nacionalismo vasco, forma parte del llamado País Vasco francés o Iparralde siendo la Baja Navarra uno de los tres territorios históricos franceses (junto a Labort y Sola) que conforman la parte septentrional (Iparralde, en euskera) del territorio denominado tradicionalmente Vasconia o Euskal Herria, de acuerdo a la recomendación de la Real Academia de la Lengua Vasca.

## Historia

### Época medieval
En el siglo XI este territorio era parte del condado de Gascuña, «una estirpe hereditaria de magnates locales, reticentes ante el lejano poder monárquico franco, pero con estrechas relaciones de vecindad con el condado de Aragón y la incipiente monarquía pamplonesa.» A mediados del siglo XI Sancho III el Mayor lo hace figurar «en algunos momentos» como parte del reino de Pamplona.
Documentalmente es en 1189 cuando «se menciona a Martín de Chipía como senior encargado de la tierra de Cisa per manum regis» pudiéndose afirmar con más fundamento que la autoridad de la monarquía navarra ya se mostraba asentada por estos valles pirenaicos. Con todo, como informa la Gran enciclopedia de Navarra «parece que no hubo una incorporación en bloque, sino un proceso de integración paulatina de microespacios tradicionales, en algunos de los cuales se planteó su aproximación a la Corona desde el plano del complejo entramado feudo-vasallático vigente en Gascuña desde el siglo XII». La investigadora del tema, Susana Herreros Lopetegui afirma análogamente que la formación de Ultrapuertos como enclave del reino navarro «tiene su inicio en la ocupación de la tierra de Cisa a finales del siglo XII» y cuyo resultado final vendrá tras un laborioso proceso de ajustes feudo-vasalláticos desarrollado a lo largo de la primera mitad del siglo XIII en un contexto de complejas relaciones entre los poderes locales, por un lado, y los distintos espacios soberanos, por el otro.»
A principios del siglo XIV el rey de Francia y de Navarra, Luis el Hutín, desgaja la parte más septentrional de la tierra de Arbeloa y funda «una bastida o plaza fortificada repoblada con personas procedentes posiblemente del Pirineo oriental», recibe el mismo fuero que la bastida de Rabastens de Bigorra y recibe el nombre de Clarenza (La Bastide-Clairence). Su importancia estratégica se explica como puesto avanzado en los límites de los dominios ingleses. Con los años, además, este emplazamiento adquiere relevancia como encrucijada comercial y mercantil gracias a su proximidad al puerto de Bayona. Esta villa contará, por ello, con su oficial del rey, su baile y su agente fiscal así como ejecutor de las sentencias judiciales.

Tierras de Ultrapuertos
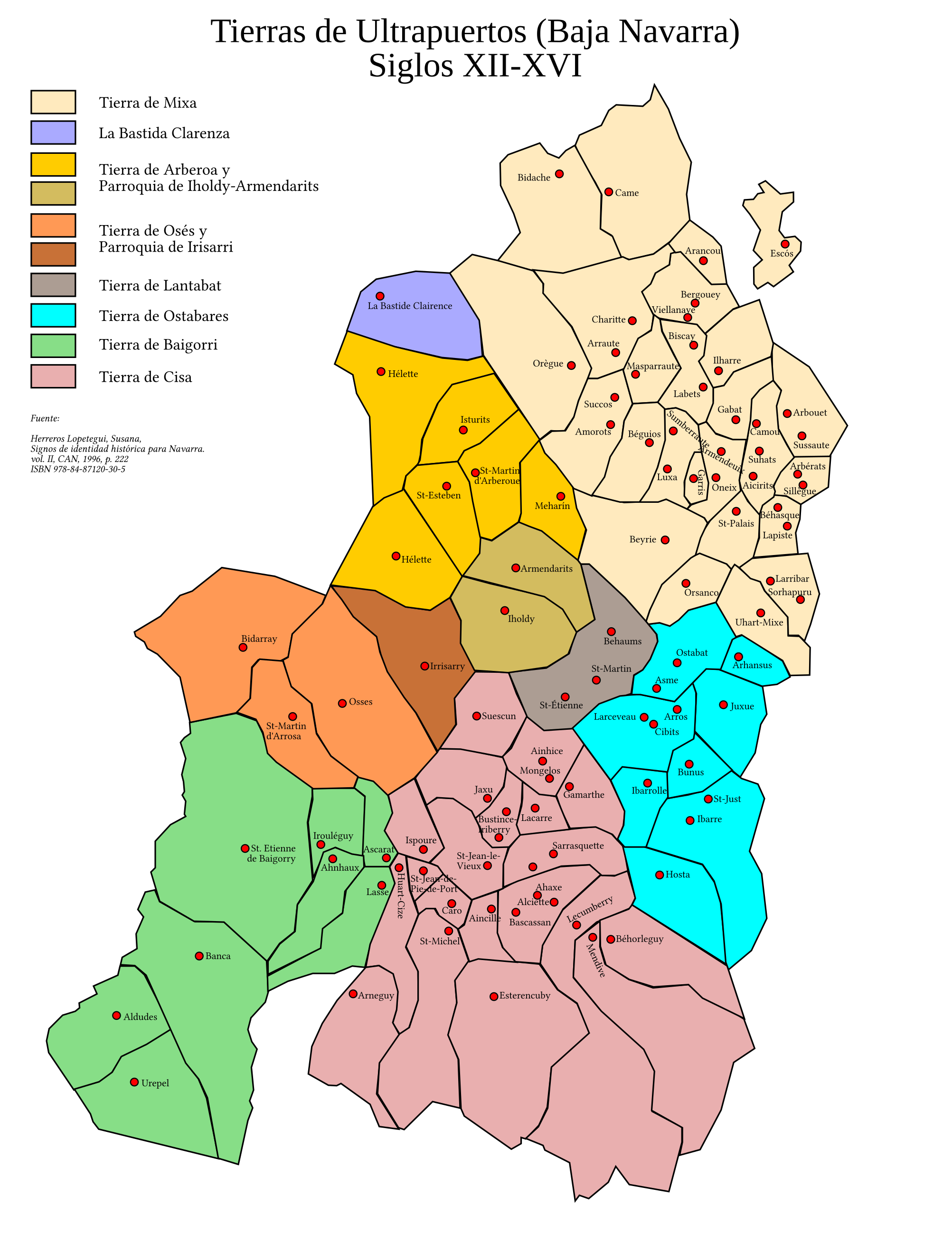
Siglos XII-XVI. Se incluye Escos (bajo administración del reino navarro) y se excluye Sames (entonces parte del ducado de Dax).
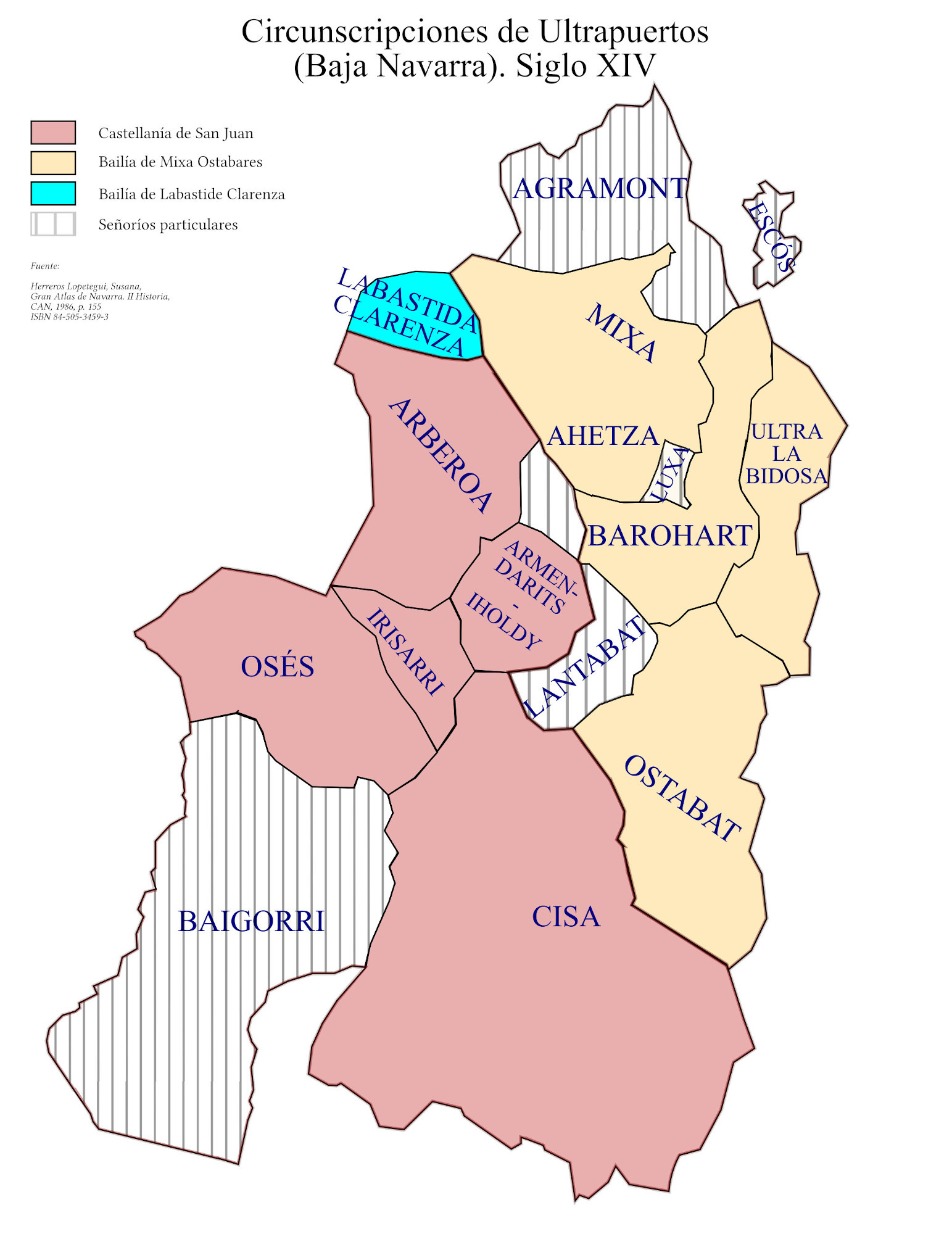
Circunscripciones de Tierras de Ultrapuertos (Baja Navarra) - Siglo XIV

Hacia mediados del siglo XIV, en 1338, la nueva circunscripción de la bailía de Mixa-Ostabarets toma cuerpo ante la negativa del señor de las tierras, Bernardo Ezi, a prestar homenaje a la monarca navarra, Juana II casada con Felipe de Évreux, y tras escindirse de nuevo el trono navarro del francés al prevalecer en este la famosa ley sálica que primaba la descendencia masculina a la femenina, ley que en el reino navarro no se aplicó. El trono navarro aplicó un largo embargo a esta circunscripción (1338-1365) cobrando directamente las pechas que fueron gestionadas «por un baile con residencia en el castillo de Gárriz».

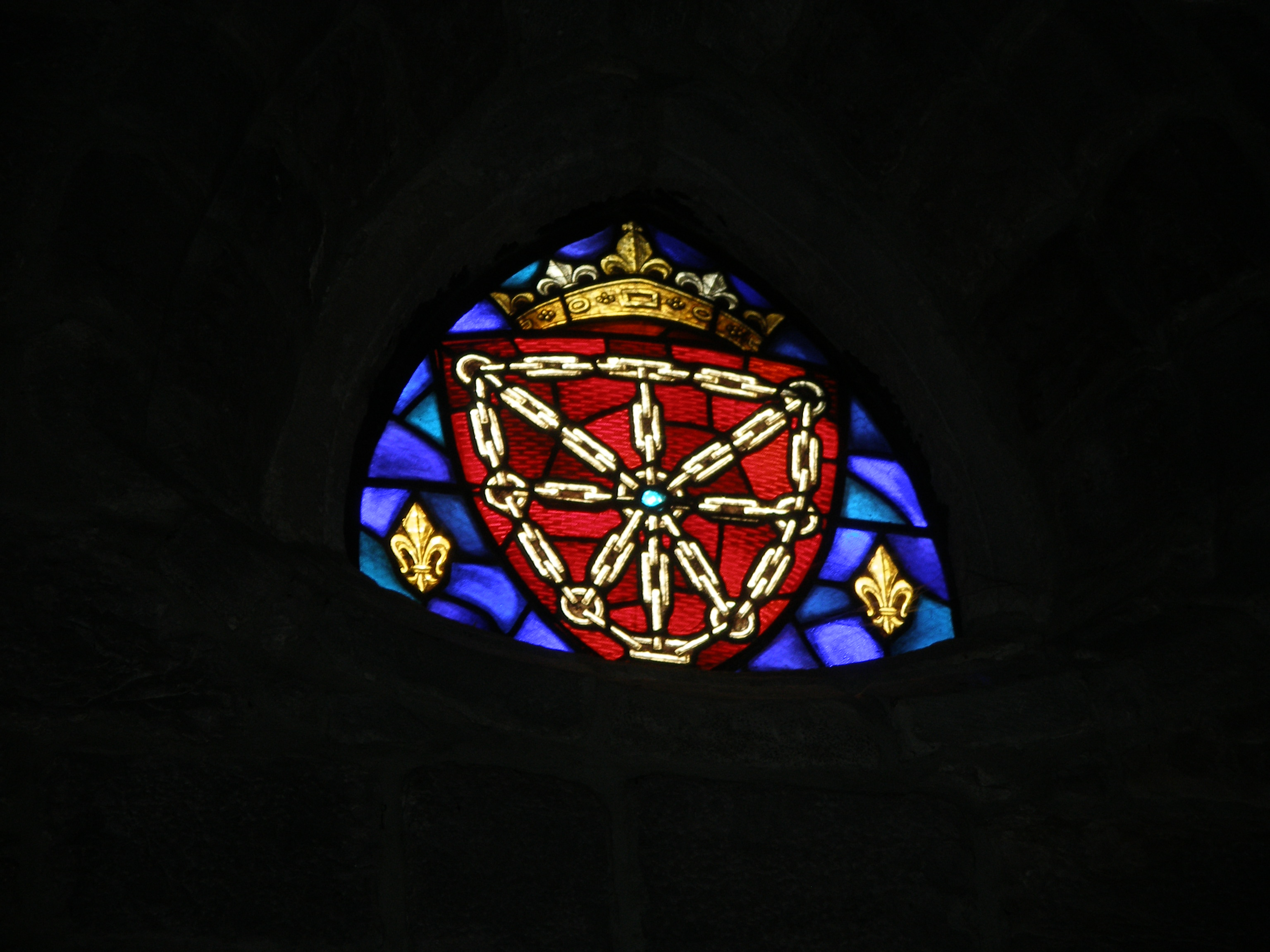
Vidriera de la iglesia de San Juan de Pie de Puerto, donde se aprecia el escudo de Navarra sobre un fondo azur y flores de lis.

En 1365 ya se encuentra también la figura del baile de San Juan «encargado de mantener el orden y guardar el sello, diferente de los de Labastida Clarenza y Mixa-Ostabarets que además de mantener el orden recaudan las imposiciones fiscales y guardan la casa fuerte de Naupeciada y el castillo de Gárriz respectivamente.» La figura del castellano de San Juan se ve así liberada de ciertas tareas manteniendo el cobro de las caloñas y la tarea de defensa del territorio. Sin embargo no se encarga de controlar y retribuir «a los alcaides de los castillos del territorio.» Estos castillos (Rocafort, Rocabruna, Mondarráin y Castelrenaut) siguen vinculados a la figura del merino de Sangüesa. En 1420 el alcaide de Castelrenaut sí pasa a depender de San Juan siendo su ubicación de frontera y los crecientes conflictos entre linajes las posibles razones de tal cambio.
En el siglo XV el conjunto del reino de Navarra estaba ya organizado administrativamente en cinco merindades: las de Pamplona, Olite, Estella, Tudela y Sangüesa, siendo esta última la que englobaba administrativamente a los ciudadanos de Ultrapuertos, tanto la Castellanía de San Juan, como las mencionadas bailías de Mixa-Ostabarets y de Labastida Clarenza. El territorio que no contaba propiamente con un merino aunque por mimetismo unas veces, por el desempeño extraordinario del castellano de San Juan (San Juan de Pie de Puerto oficiaba de cabecera del territorio), y de que a finales del siglo es referida más expresamente como una merindad más. Aún hoy día no es extraño encontrar tal mención incluso entre trabajos académicos. Hasta 1527-1530 estuvo unida políticamente a la Alta Navarra, denominándose en la documentación de la Cámara de Comptos como Tierra de Ultrapuertos haciendo referencia, desde el punto de vista de la capital, a su carácter ultramontano en la vertiente norte de los Pirineos, al otro lado del puerto de Roncesvalles. 

#### Luxa y Agramont

Mapa de las 5 merindades de Navarra y, en azul, la tierra de Ultrapuertos (la Baja Navarra), a comienzos de la Edad Moderna.

Desde el siglo XIII los monarcas navarros recibieron homenaje vasallático del linaje de los Luxa vecino del linaje de Agramont, ambos radicados principalmente en Ultrapuertos. Los derechos regios en la zona, exiguos y, a veces, más carga que beneficio, están en manos de particulares como favor real: los Lacarra, en San Juan de Pie de Puerto, el señor de Agramont en Labastida Clarenza y los Luxa en Saint Palais. El señor de Agramont había recibido de los reyes el peaje de Roncesvalles en 1329, siendo renovado en 1342 aunque parece que existían casos de contrabando, especialmente con el trigo traído de la parte cispirenaica que denota una crisis alimentaria con escasos recursos agrícolas.
En una situación de crisis generalizada, tanto en lo político como en lo social y económico, los respectivos intereses patrimoniales por el sur de Francia mantenidos por varios linajes ultrapirenaicos prevalecieron en muchas ocasiones llevando a sus miembros a bascular en sus homenajes vasalláticos entre la órbita inglesa y francesa dentro de un complejo contexto de fondo como fue el desarrollo por la Guerra de los Cien Años. Es, especialmente, en esta región colindante con Inglaterra y Francia donde se añaden, además, los intereses dinásticos de Carlos II de Navarra que le llevan a enfrentarse al trono francés sobre un escenario que abarcará todo el territorio vecino. Su creciente implicación, como oportunidad de prosperidad y ganancia de influencia política, llevó a que en Navarra se pasara de un 14 % de ricoshombres de origen ultrapirenaico en 1328 a un 71,5 % en el año 1385, siendo, en estas mismas fechas, un 35 % de caballeros de la milicia de esta misma zona de origen.
Todo ello ayuda en el surgimiento de enfrentamientos derivados que, a la muerte de Carlos III de Navarra en 1425, cristaliza en una confrontación cada vez más abierta entre los beaumonteses y los agramonteses. Los Beaumont, descendencia ilegítima de la casa real navarra, emparientan principalmente con los Luxa y asumen el liderazgo de estos, mientras que los Agramont, que emparientan principalmente con los Peralta, habitualmente eran los antagonistas de aquellos. A la muerte de Blanca I de Navarra (1441), con un testamento abierto donde parece no estar claro quien debería asumir el trono, se desarrolla abiertamente una guerra civil donde Juan II de Navarra y de Aragón encontrará apoyo entre los agramonteses y el Condado de Foix frente al legítimo heredero, su hijo Carlos de Viana al que le niega el acceso al trono y buscará en los beaumonteses y Castilla los mejores aliados para defender su causa legítima.

### Época moderna y contemporánea
En 1512 Fernando el Católico con la excusa de apoyar al bando navarro beamontés en la Guerra Civil de Navarra, invadió dicho reino y tomó el título de rey, uniéndolo al de Aragón. En 1513 las Cortes de Navarra a la que solo acudieron beamonteses nombraron rey a Fernando el Católico. Posteriormente las Cortes de Castilla en Burgos en 1515 decidieron la incorporación al Reino de Castilla, sin acudir ningún navarro a dicha asamblea. De esta forma, el título real navarro pasó a estar ligado a la Corona castellana. Al unirse las dos coronas en Carlos I, el título permaneció vinculado a los títulos reales españoles.
Los monarcas navarros Juan III de Albret y Catalina de Foix y posteriormente Enrique II nunca renunciaron a su derecho sobre el reino de Navarra y de hecho intentaron reconquistarlo varias veces, aunque no les fue posible. Al igual que los reyes españoles, siguieron ostentando el título real simultáneamente.  
En octubre de 1530 el emperador Carlos V, decidió por razones estratégicas, debido a la imposibilidad de controlarlo, renunciar definitivamente a la parte transpirenaica del reino navarro con lo que Enrique II de Albret, rey de Navarra, pudo ejercer la soberanía de este territorio como uno más de sus dominios. La Baja Navarra mantuvo sus instituciones y leyes propias como parte de los dominios de la casa de Albret.
En 1548, Juana de Albret, reina de Navarra, se casó con el duque de Vendôme Antonio de Borbón, de cuyo matrimonio nació Enrique III de Navarra, heredero de este reino. En 1589 accedió este al trono de Francia como Enrique IV de Francia, portando en su cabeza la corona de ambos reinos e iniciando la dinastía Borbón. Así, los monarcas galos se intitularon "Reyes de Francia y de Navarra".
Por otra parte, con todo, para la Corona española, hasta 1583, los naturales de Ultrapuertos gozaban de la misma ciudadanía navarra que los peninsulares pero tras las Cortes de Tudela de ese año se les fue denegando.

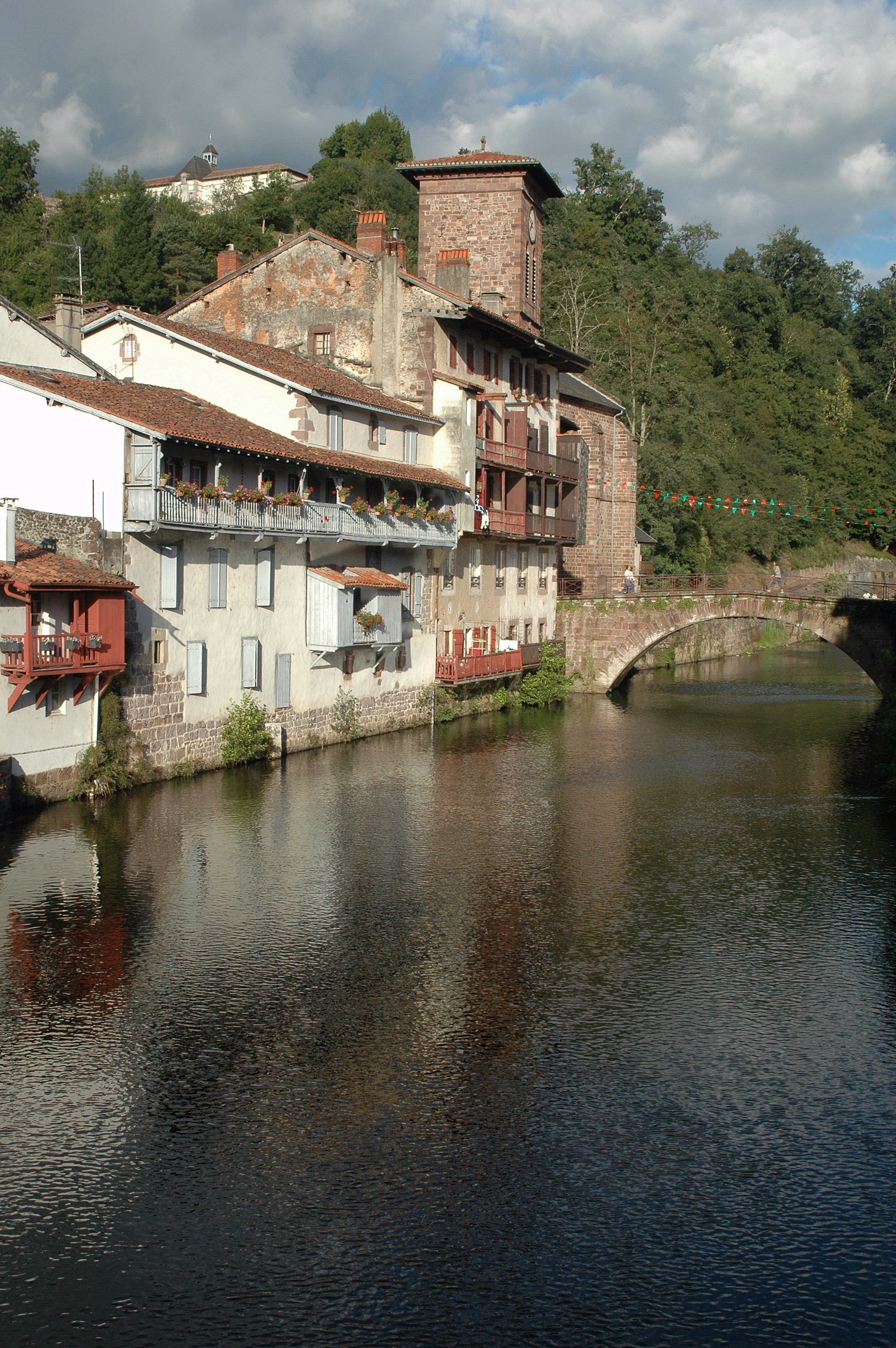
Puente romano de San Juan Pie de Puerto.

Tras acceder la casa de Borbón, el gobierno efectivo como senescales de las tierras que habían pertenecido a la casa de Albret, la Baja Navarra, Bearne, el Vizcondado de Sola, las tierras de Labort, la alcaldía de Bayona (prácticamente la totalidad de lo que hoy constituye el departamento francés de Pirineos Atlánticos), recayeron bajo la dinastía Agramont (Gramont, en francés), histórica familia aliada de los reyes de Navarra, con sede en el Principado de Bidache. 
Pervivió por tanto el Reino de Navarra en Baja Navarra, bajo plena soberanía de sus reyes, hasta el año 1610 en que se unieron dinásticamente los Reinos de Navarra y Francia, aunque manteniendo teóricamente su identidad. Su capitalidad la ostentó la ciudad de Saint-Palais, donde se reunían las Cortes del Reino.
En octubre de 1620 —mediante un edicto— Luis XIII anexionó a la Corona de Francia el reino de Navarra junto a los territorios de Bearne, Andorra y Donnezan, manteniendo su autonomía (así, cuando Luis XVI convocó los Estados Generales de Francia, Navarra no envió formalmente diputados a estos, sino al Rey en persona, de manera independiente y con su propio Cuaderno de agravios). Sin embargo, su estatus diferenciado dentro de la Corona terminó con la Revolución francesa iniciada en 1789.
Este Reino de Navarra recalcaba su independencia del resto de Francia hasta la Revolución francesa, en 1789:

Las Cortes reunidas en Saint-Palais acuerdan: "La nación francesa puede llegar a darse una constitución bastante prudente o juiciosa para que Nabarra piense un día renunciar a los suyo y unirse a Francia, pero mientras ese día llega, no hará el sacrificio de su propia constitución que asegura su reposo y su libertad".

### Reyes de la Baja Navarra
Los reyes de la Baja Navarra tras la conquista del resto de Navarra fueron los siguientes:
- Casa de Foix:
  - Catalina de Navarra y Juan III de Albret (1512-1516)
  - Catalina de Navarra (1516-1517)

- Casa de Albret:
  - Enrique II (1518-1555)
  - Juana III de Albret y Antonio de Borbón (4) (1555-1562)
  - Juana III de Albret (1562-1572)

- Casa de Borbón:
  - Enrique III de Navarra y IV de Francia (1572-1610)

## Cultura e idioma
Además del francés, oficial y hablado por toda la población, el uso del euskera (en su dialecto bajo-navarro) está muy extendido. En 2001, de los 28 000 habitantes de la Baja Navarra, 17 080 se declaraban vascófonos (bilingües euskera-francés o bilingües pasivos), lo que representaba el 61 % de la población y constituía el segundo mayor porcentaje de entre los tres territorios del País Vasco francés, solo por detrás de Sola (Soule), con un 64 %. El más reciente estudio, sin embargo, marca una regresión, especialmente entre los jóvenes, situándose actualmente en un 55,5 %. En la zona suroccidental de la Baja Navarra, en las comunas de Aldudes, Banca y Urepel, se habla el dialecto alto-navarro. Una minoría tiene al español como lengua materna.[cita requerida]
Con respecto a su identidad cultural, y ante la pregunta "¿Se considera usted vasco?", un 63 % de los bajonavarros respondieron afirmativamente, un 9 % que en cierta medida, y otro 24 % de forma negativa.

## División administrativa: las comunas

Baja Navarra
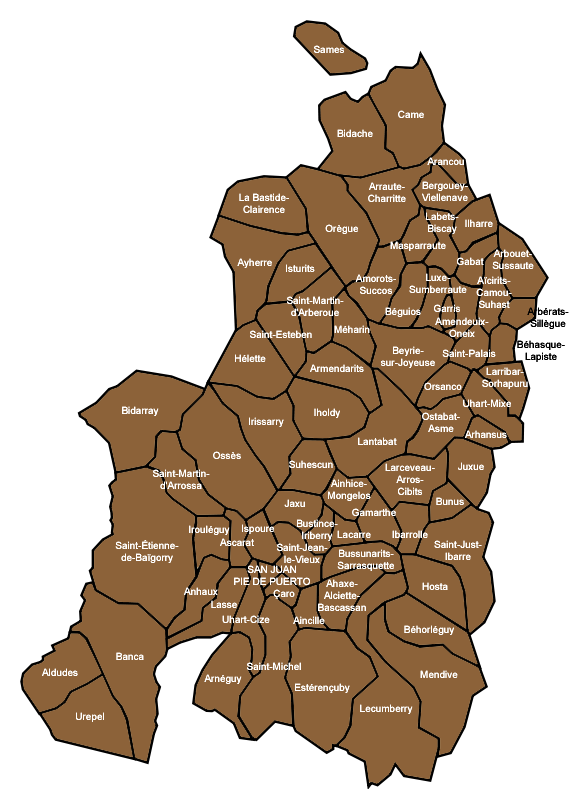
Comunas de la Baja Navarra.
Municipios y comarcas de la Baja Navarra (año 2024)

| Comuna | Distrito | Cantón                               | Notas |
| --- | -------- | ------------------------------------ | --- |
| Ahaxe-Alciette-Bascassan (Ahatsa-Altzieta-Bazkazane en euskera)                                            | Bayona   | Montaña Vasca                        | |
| Aïcirits-Camou-Suhast (Aiziritze-Gamue-Zohazti en euskera)                                                 | Bayona   | País de Bidache, Amikuze y Ostibarre | |
| Aincille (Aintzila en euskera)                                                                             | Bayona   | Montaña Vasca                        | |
| Ainhice-Mongelos (Ainhize-Monjolose en euskera)                                                            | Bayona   | Montaña Vasca                        | |
| Alduides (Aldude en euskera, Aldudes en francés)                                                           | Bayona   | Montaña Vasca                        | |
| Amendeuix-Oneix (Amendüze-Unaso en euskera)                                                                | Bayona   | País de Bidache, Amikuze y Ostibarre | |
| Amorots-Succos (Amorotze-Zokotze en euskera)                                                               | Bayona   | País de Bidache, Amikuze y Ostibarre | |
| Anhaux (Anhauze en euskera)                                                                                | Bayona   | Montaña Vasca                        | |
| Arancou (Erango en euskera, Arancon en gascón)                                                             | Bayona   | País de Bidache, Amikuze y Ostibarre | Dependiente del senescal de Dax durante el Antiguo Régimen y no de Navarra. |
| Arbérats-Sillègue (Arberatze-Zilhekoa en euskera)                                                          | Bayona   | País de Bidache, Amikuze y Ostibarre | |
| Arbouet-Sussaute (Arboti-Zohota en euskera)                                                                | Bayona   | País de Bidache, Amikuze y Ostibarre | |
| Arhansus (Arhantsusi en euskera)                                                                           | Bayona   | País de Bidache, Amikuze y Ostibarre | |
| Armendarits (Armendaritze en euskera)                                                                      | Bayona   | País de Bidache, Amikuze y Ostibarre | |
| Arnegui (Arnegi en euskera, Arnéguy en francés)                                                            | Bayona   | Montaña Vasca                        | |
| Arraute-Charritte (Arrueta-Sarrikota en euskera)                                                           | Bayona   | País de Bidache, Amikuze y Ostibarre | |
| Ascarat (Azkarate en euskera)                                                                              | Bayona   | Montaña Vasca                        | |
| Ayherre (Aiherra en euskera)                                                                               | Bayona   | País de Bidache, Amikuze y Ostibarre | |
| Baigorri (Saint-Étienne-de-Baïgorry en francés)                                                            | Bayona   | Montaña Vasca                        | |
| Banca (Banka en euskera)                                                                                   | Bayona   | Montaña Vasca                        | |
| Béguios (Behauze en euskera)                                                                               | Bayona   | País de bidache, Amikuze y Ostibarre | |
| Béhasque-Lapiste (Behaskane-Laphizketa en euskera)                                                         | Bayona   | País de Bidache, Amikuze y Ostibarre | |
| Béhorléguy (Behorlegi en euskera)                                                                          | Bayona   | Montaña Vasca                        | |
| Bergouey-Viellenave (Burgue-Erreiti en euskera)                                                            | Bayona   | País de Bidache, Amikuze y Ostibarre | |
| Beyrie-sur-Joyeuse (Bithiriña en euskera)                                                                  | Bayona   | País de Bidache, Amikuze y Ostibarre | |
| Bidache (Bidaxune en euskera, Bidaishe en gascón)                                                          | Bayona   | País de Bidache, Amikuze y Ostibarre | El territorio de esta comuna constituía durante el Antiguo Régimen un "principado soberano", no perteneciente a Navarra. Considerada parte del Païs Gascón por sectores occitanistas.     |
| Bidarray (Bidarrai en euskera)                                                                             | Bayona   | Montaña Vasca                        | |
| Bunus (Bunuze en euskera)                                                                                  | Bayona   | País de Bidache, Amikuze y Ostibarre | |
| Bussunarits-Sarrasquette (Duzunaritze-Sarasketa en euskera)                                                | Bayona   | Montaña Vasca                        | |
| Bustince-Iriberry (Buztintze-Hiriberri en euskera)                                                         | Bayona   | Montaña Vasca                        | |
| Came (Akamarre en euskera, Càmer en gascón)                                                                | Bayona   | País de Bidache, Amikuze y Ostibarre | Dependiente del senescal de Came durante el Antiguo Régimen y no de Navarra, exceptuando el barrio de la Herrería.                                                                        |
| Zaro (Çaro o Caro en francés)                                                                              | Bayona   | Montaña Vasca                        | |
| Escos (Ezkoze en euskera)                                                                                  | Pau      | Orthez y Tierras de Ríos y Sal       | Habitualmente se considera como no perteneciente a la Baja Navarra, si bien perteneció a Navarra durante el Antiguo Régimen. Tampoco ha ingresado en los Consejos del País Vasco francés. |
| Estérençuby (Ezterenzubi en euskera)                                                                       | Bayona   | Montaña Vasca                        | |
| Gabat (Gabadi en euskera)                                                                                  | Bayona   | País de Bidache, Amikuze y Ostibarre | |
| Gamarthe (Gamarte en euskera)                                                                              | Bayona   | Montaña Vasca                        | |
| Garris (Garrüze en euskera)                                                                                | Bayona   | País de Bidache, Amikuze y Ostibarre | |
| Hélette (Heleta en euskera)                                                                                | Bayona   | País de Bidache, Amikuze y Ostibarre | |
| Hosta (Hozta en euskera)                                                                                   | Bayona   | País de Bidache, Amikuze y Ostibarre | |
| Ibarrolle (Ibarrola en euskera)                                                                            | Bayona   | País de Bidache, Amikuze y Ostibarre | |
| Iholdy (Iholdi en euskera)                                                                                 | Bayona   | País de Bidache, Amikuze y Ostibarre | |
| Ilharre (Ilharre en euskera)                                                                               | Bayona   | País de Bidache, Amikuze y Ostibarre | |
| Irisarri (Irissarry en francés)                                                                            | Bayona   | País de Bidache, Amikuze y Ostibarre | |
| Irouléguy (Irulegi en euskera)                                                                             | Bayona   | Montaña Vasca                        | |
| Ispoure (Izpura en euskera)                                                                                | Bayona   | Montaña Vasca                        | |
| Isturits (Izturitze en euskera)                                                                            | Bayona   | País de Bidache, Amikuze y Ostibarre | |
| Jaxu (Jatsu Garazi en euskera)                                                                             | Bayona   | Montaña Vasca                        | |
| Juxue (Jutsi en euskera)                                                                                   | Bayona   | País de Bidache, Amikuze y Ostibarre | |
| Labastida Clarenza (Bastida en euskera, La Bastida de Clarença en gascón, La Bastide-Clairence en francés) | Bayona   | País de Bidache, Amikuze y Ostibarre | Considerada parte del País Gascón por sectores occitanistas. |
| Labets-Biscay (Labetze-Bizkai en euskera)                                                                  | Bayona   | País de Bidache, Amikuze y Ostibarre | |
| Lacarre (Lakarra en euskera)                                                                               | Bayona   | Montaña Vasca                        | |
| Lantabat (Landibarre en euskera)                                                                           | Bayona   | País de Bidache, Amikuze y Ostibarre | |
| Larceveau-Arros-Cibits (Larzabale-Arroze-Zibitze en euskera)                                               | Bayona   | País de Bidache, Amikuze y Ostibarre | |
| Larribar-Sorhapuru (Larribarre-Sorhapürü en euskera)                                                       | Bayona   | País de Bidache, Amikuze y Ostibarre | |
| Lasse (Lasa en euskera)                                                                                    | Bayona   | Montaña Vasca                        | |
| Lecumberry (Lekunberri en euskera)                                                                         | Bayona   | Montaña Vasca                        | |
| Luxe-Sumberraute (Lüküze-Altzümarta en euskera)                                                            | Bayona   | País de Bidache, Amikuze y Ostibarre | |
| Masparraute (Martxueta en euskera)                                                                         | Bayona   | País de Bidache, Amikuze y Ostibarre | |
| Méharin (Mehaine en euskera)                                                                               | Bayona   | País de Bidache, Amikuze y Ostibarre | |
| Mendive (Mendibe en euskera)                                                                               | Bayona   | Montaña Vasca                        | |
| Orègue (Oragarre en euskera)                                                                               | Bayona   | País de Bidache, Amikuze y Ostibarre | |
| Orsanco (Ostankoa en euskera)                                                                              | Bayona   | País de Bidache, Amikuze y Ostibarre | |
| Osés (Ortzaize en euskera, Ossès en francés)                                                               | Bayona   | Montaña Vasca                        | |
| Ostabat-Asme (Izura-Azme en euskera)                                                                       | Bayona   | País de Bidache, Amikuze y Ostibarre | |
| Pagolle (Pagola en euskera)                                                                                | Bayona   | País e Bidache, Amikuze y Ostibarre  | |
| Saint-Esteben (Donoztiri en euskera)                                                                       | Bayona   | País de Bidache, Amikuze y Ostibarre | |
| Saint-Jean-le-Vieux (Donazaharre en euskera)                                                               | Bayona   | Montaña Vasca                        | |
| San Juan Pie de Puerto (Saint-Jean-Pied-de-Port en francés, Donibane Garazi en euskera)                    | Bayona   | Montaña Vasca                        | |
| Saint-Just-Ibarre (Donaixti-Ibarre en euskera)                                                             | Bayona   | País de Bidache, Amikuze y Ostibarre | |
| Saint-Martin-d'Arberoue (Donamartiri en euskera)                                                           | Bayona   | País de Bidache, Amikuze y Ostibarre | |
| Saint-Martin-d'Arrossa (Arrosa en euskera)                                                                 | Bayona   | Montaña Vasca                        | |
| Saint-Michel (Eiheralarre en euskera)                                                                      | Bayona   | Montaña Vasca                        | |
| Saint-Palais (Donapaleu en euskera)                                                                        | Bayona   | País de Bidache, Amikuze y Ostibarre | |
| Sames (Samatze en euskera, Samas en gascón)                                                                | Bayona   | Nive-Adour                           | Dependiente del senescal de Dax durante el Antiguo Régimen y no de Navarra. |
| Suhescun (Suhuskune en euskera)                                                                            | Bayona   | País de Bidache, Amikuze y Ostibarre | |
| Uhart-Cize (Uharte Garazi en euskera)                                                                      | Bayona   | Montaña Vasca                        | |
| Uhart-Mixe (Uhartehiri en euskera)                                                                         | Bayona   | País de Bidache, Amikuze y Ostibarre | |
| Urepel (Urepele en euskera)                                                                                | Bayona   | Montaña Vasca                        | |